# 아칼라베스: 파멸의 세계
《아칼라베스: 파멸의 세계》(Akalabeth: World of Doom)는 1979년 한정적으로 출시되었고 이후 1980년에 애플 II용으로 캘리포니아 퍼시픽 컴퓨터 컴퍼니(California Pacific Computer Company)가 배급한 롤플레잉 비디오 게임이다. 리처드 개리엇은 이 게임을 호비스트 프로젝트로 설계하였으며, 현재 롤플레잉 비디오 게임의 최초의 예들 가운데 하나이자 개리엇의 커리어를 시작한 울티마 시리즈의 게임의 전신으로 인식되고 있다.

## 게임플레이와 기술
이 게임은 나중에 울티마 시리즈에서 표준이 되는 개념들을 사용했는데, 다음을 포함한다:
- 던전에서의 1인칭 게임플레이
- 생존하기 위해 음식이 필요
- 톱다운 오버헤드 월드뷰
- 명령어를 위한 단축키
- 엘리자베스식 영어의 사용

## 출시일
개리엇과 오리진 시스템을 포함한 대부분의 출처에 따르면 아칼라베스는 개리엇이 고등학교를 졸업한 뒤인 1979년 여름에 제작되었다.